# KOI-869
KOI-869 — звезда в созвездии Лиры на расстоянии около 2986 световых лет от нас. Вокруг звезды обращаются, как минимум, четыре планеты.

## Характеристики
KOI-880 представляет собой звезду, немного уступающую по размерам Солнцу. Впервые в астрономической литературе упоминается в каталоге 2MASS, опубликованном в 2003 году. Масса звезды равна 0,79 солнечной, а радиус — 0,82 солнечного. Температура поверхности звезды составляет приблизительно 5085 кельвинов.